# Cin cin... cianuro
Cin cin... cianuro è un film del 1968 diretto da Ernesto Gastaldi.

## Trama
Poupette, cantante in declino, vive di espedienti fingendo di cooperare a furti che poi denuncia, incassando il risarcimento delle assicurazioni. Arriva l'occasione del grande colpo: per rubare dei gioielli di grande valore, si allea a un ladro. Il colpo riesce, ma quando i due si accorgono di avere messo le mani soltanto su delle copie, si lanciano all'inseguimento del proprietario e, malgrado la polizia e una banda rivale mettano i bastoni fra le ruote, riescono ad arrivare al bottino.